# Elaterophanes
Elaterophanes là một chi bọ cánh cứng trong họ 
Elateridae.
Chi này được miêu tả khoa học năm 1906 bởi Handlirsch.

## Các loài
Các loài trong chi này gồm:
- Elaterophanes regius Whalley, 1985
- Elaterophanes socius (Giebel, 1856)